# Municipio de Mosalem
El municipio de Mosalem (en inglés: Mosalem Township) es un municipio ubicado en el condado de Dubuque en el estado estadounidense de Iowa. En el año 2010 tenía una población de 1800 habitantes y una densidad poblacional de 21,16 personas por km².

## Geografía
El municipio de Mosalem se encuentra ubicado en las coordenadas 42°25′10″N 90°35′56″O / 42.41944, -90.59889. Según la Oficina del Censo de los Estados Unidos, el municipio tiene una superficie total de 85.08 km², de la cual 79,7 km² corresponden a tierra firme y (6,32 %) 5,38 km² es agua.

## Demografía
Según el censo de 2010, había 1800 personas residiendo en el municipio de Mosalem. La densidad de población era de 21,16 hab./km². De los 1800 habitantes, el municipio de Mosalem estaba compuesto por el 98,22 % blancos, el 0,11 % eran afroamericanos, el 0,06 % eran amerindios, el 0,39 % eran asiáticos, el 0,17 % eran de otras razas y el 1,06 % eran de una mezcla de razas. Del total de la población el 1,28 % eran hispanos o latinos de cualquier raza.